# Čadca
Čadca er en by i det nordlige Slovakiet, med et indbyggertal (pr. 2006) på ca. 26.000. Byen ligger i regionen Žilina, tæt ved grænserne til nabolandene Tjekkiet og Polen.